# Meteorus pulchricornis
Meteorus pulchricornis är en stekelart som först beskrevs av Wesmael 1835.  Meteorus pulchricornis ingår i släktet Meteorus och familjen bracksteklar. Arten är reproducerande i Sverige. Inga underarter finns listade i Catalogue of Life.